# Nadleśnictwo (województwo pomorskie)
Nadleśnictwo (do 31 grudnia 2014 Pelplin-Nadleśnictwo) – osada kociewska w Polsce położona w województwie pomorskim, w powiecie tczewskim, w gminie Pelplin przy drodze wojewódzkiej nr 229. Wieś wchodzi w skład sołectwa Ropuchy.
W latach 1975–1998 miejscowość administracyjnie należała do województwa gdańskiego.